# Basket Costa 2021-2022
Questa voce raccoglie le informazioni riguardanti la società cestistica femminile Basket Costa nelle competizioni ufficiali della stagione 2021-2022.

## Stagione
La stagione 2021-2022 del Basket Costa, sponsorizzato Limonta è stata la quarta che ha disputato in Serie A1 femminile.

## Verdetti stagionali
- Serie A1: (26 partite)

stagione regolare: 6º posto su 14 squadre (13-11);
play-off: sconfitta ai quarti di finale dalla Virtus Bologna (0-2).

## Roster
Numeri di maglia.
| Limonta Costa Masnaga | Limonta Costa Masnaga |
| Giocatrici            | Staff tecnico         |
| --------------------- | --------------------- |

| 0  | Italia (bandiera)      | PG | Susanna Toffali           | 1998 | 174 cm |  |  |
| 3  | Italia (bandiera)      | GA | Laura Spreafico           | 1991 | 183 cm |  |  |
| 5  | Italia (bandiera)      | PG | Eleonora Villa            | 2004 | 172 cm |  |  |
| 6  | Italia (bandiera)      | PG | Matilde Villa             | 2004 | 172 cm |  |  |
| 7  | Italia (bandiera)      | AC | Cristina Osazuwa          | 2005 | 191 cm |  |  |
| 8  | Italia (bandiera)      | PG | Beatrice Noemi Caloro     | 2004 | 172 cm |  |  |
| 10 | Italia (bandiera)      | P  | Giorgia Balossi           | 2002 | 172 cm |  |  |
| 11 | Lussemburgo (bandiera) | AC | Lisa Brigitta Jablonowski | 1997 | 192 cm |  |  |
| 14 | Italia (bandiera)      | PG | Vittoria Allievi          | 2003 | 182 cm |  |  |
| 15 | Italia (bandiera)      | GA | Ilaria Bernardi           | 2005 | 178 cm |  |  |
| 16 | Italia (bandiera)      | AC | Roberta Tentori           | 2004 | 184 cm |  |  |
| 17 | Stati Uniti (bandiera) | C  | Mikayla Virgie Vaughn     | 1998 | 192 cm |  |  |
| 20 | Italia (bandiera)      | PG | Laura Toffali             | 2003 | 172 cm |  |  |
| 20 | Stati Uniti (bandiera) | G  | Kirby Burkholder          | 1992 | 183 cm |  |  |
| 25 | Stati Uniti (bandiera) | AC | Jessica Janelle Jackson   | 1995 | 193 cm |  |  |
| 35 | Italia (bandiera)      | AC | Marika Labanca            | 2003 | 185 cm |  |  |

| Allenatore                                                                                     |
| - Paolo Seletti                                                                                |
| Assistente/i                                                                                   |
| - Niccolò Ranieri - Pierangelo Rossi Legenda - (C) Capitano Roster Aggiornato al: 7 marzo 2022 |

## Statistiche

### Statistiche di squadra
| Competizione | Punti | In casa | In casa | In casa | In casa | In casa | In trasferta | In trasferta | In trasferta | In trasferta | In trasferta | Totale | Totale | Totale | Totale | Totale | Totale |
| Competizione | Punti | G       | V       | P       | Ptf     | Pts     | G            | V            | P            | Ptf          | Pts          | G      | V      | P      | Ptf    | Pts    | Diff.  |
| ------------ | ----- | ------- | ------- | ------- | ------- | ------- | ------------ | ------------ | ------------ | ------------ | ------------ | ------ | ------ | ------ | ------ | ------ | ------ |
| Serie A1     | 26    | 12      | 6       | 6       | 846     | 869     | 12           | 7            | 5            | 891          | 828          | 24     | 13     | 11     | 1737   | 1697   | +40    |
| Play-off     |       | 1       | 0       | 1       | 60      | 96      | 1            | 0            | 1            | 52           | 61           | 2      | 0      | 2      | 112    | 157    | -45    |
| Totale       |       | 13      | 6       | 7       | 906     | 965     | 13           | 7            | 6            | 943          | 889          | 26     | 13     | 13     | 1849   | 1854   | -5     |

### Statistiche delle giocatrici
Campionato (stagione regolare e play-off)
| Giocatrice                | Partite | Partite | Min. | Pun | Tiri da 2 | Tiri da 2 | Tiri da 2 | Tiri da 3 | Tiri da 3 | Tiri da 3 | Tiri Liberi | Tiri Liberi | Tiri Liberi | Rimbalzi | Rimbalzi | Rimbalzi | Palle | Palle | Stopp. | Stopp. | Ass | Falli | Falli | Val. |
| Giocatrice                | Pr      | PG      | Min. | Pun | R         | T         | %         | R         | T         | %         | R           | T           | %           | D        | O        | T        | P     | R     | S      | D      | Ass | F     | S     | Val. |
| ------------------------- | ------- | ------- | ---- | --- | --------- | --------- | --------- | --------- | --------- | --------- | ----------- | ----------- | ----------- | -------- | -------- | -------- | ----- | ----- | ------ | ------ | --- | ----- | ----- | ---- |
| Vittoria Allievi          | 24      | 24      | 732  | 163 | 54        | 145       | 37        | 0         | 19        | 0         | 55          | 78          | 71          | 87       | 24       | 111      | 42    | 21    | 10     | 7      | 65  | 62    | 58    | 178  |
| Giorgia Balossi           | 26      | 16      | 109  | 7   | 1         | 6         | 17        | 0         | 5         | 0         | 5           | 6           | 83          | 11       | 1        | 12       | 9     | 4     |        |        | 8   | 15    | 7     | 3    |
| Ilaria Bernardi           | 9       | 9       | 33   | 5   | 1         | 5         | 20        | 0         | 1         | 0         | 3           | 4           | 75          | 3        | 1        | 4        | 3     | 1     |        |        |     | 2     | 2     | 1    |
| Kirby Burkholder          | 8       | 8       | 176  | 57  | 10        | 23        | 43        | 9         | 18        | 50        | 10          | 12          | 83          | 39       | 9        | 48       | 15    | 10    | 1      |        | 11  | 11    | 11    | 86   |
| Beatrice Noemi Caloro     | 26      | 24      | 198  | 50  | 6         | 20        | 30        | 9         | 25        | 36        | 11          | 16          | 69          | 9        | 7        | 16       | 21    | 13    | 2      |        | 20  | 20    | 14    | 35   |
| Lisa Brigitta Jablonowski | 26      | 26      | 859  | 239 | 68        | 160       | 42        | 22        | 82        | 27        | 37          | 47          | 79          | 153      | 72       | 225      | 41    | 48    | 4      | 8      | 57  | 47    | 43    | 366  |
| Jessica Janelle Jackson   | 11      | 10      | 233  | 109 | 30        | 63        | 48        | 11        | 28        | 39        | 16          | 19          | 84          | 35       | 13       | 48       | 18    | 7     | 3      | 5      | 7   | 24    | 16    | 94   |
| Marika Labanca            | 17      | 9       | 26   | 5   | 1         | 4         | 25        |           |           |           | 3           | 4           | 75          | 6        | 1        | 7        |       |       | 1      |        |     | 1     | 2     | 8    |
| Cristina Osazuwa          | 25      | 17      | 78   | 17  | 8         | 15        | 53        | 0         | 2         | 0         | 1           | 7           | 14          | 16       | 7        | 23       | 8     | 1     |        |        | 2   | 6     | 7     | 21   |
| Laura Spreafico           | 25      | 19      | 667  | 332 | 40        | 87        | 46        | 60        | 195       | 31        | 72          | 103         | 70          | 49       | 4        | 53       | 34    | 22    | 6      | 2      | 27  | 39    | 106   | 250  |
| Roberta Tentori           | 3       | 1       | 1    | 0   |           |           |           |           |           |           |             |             |             | 1        |          | 1        |       |       |        |        |     |       |       | 1    |
| Susanna Toffali           | 10      | 10      | 203  | 47  | 11        | 40        | 28        | 6         | 17        | 35        | 7           | 13          | 54          | 15       | 2        | 17       | 10    | 4     |        | 2      | 18  | 14    | 12    | 30   |
| Mikayla Virgie Vaughn     | 26      | 26      | 679  | 274 | 123       | 218       | 56        |           |           |           | 28          | 48          | 58          | 139      | 83       | 222      | 41    | 23    | 11     | 13     | 17  | 75    | 44    | 351  |
| Matilde Villa             | 26      | 26      | 852  | 399 | 133       | 300       | 44        | 14        | 80        | 18        | 91          | 116         | 78          | 116      | 32       | 148      | 88    | 41    | 7      | 3      | 127 | 53    | 116   | 428  |
| Eleonora Villa            | 26      | 25      | 429  | 145 | 39        | 94        | 41        | 18        | 60        | 30        | 13          | 16          | 81          | 14       | 8        | 22       | 23    | 17    | 2      | 1      | 38  | 29    | 16    | 85   |